# NGC 4646
NGC 4646 ist eine 13,4 mag helle Linsenförmige Galaxie vom Hubble-Typ S0 im Sternbild Großer Bär am Nordsternhimmel. Sie ist schätzungsweise 212 Millionen Lichtjahre von der Milchstraße entfernt und hat einen Durchmesser von etwa 60.000 Lj.

Im selben Himmelsareal befinden sich die Galaxien NGC 4644, NGC 4669, NGC 4675, NGC 4686.
Das Objekt wurde am  24. März 1791 von Wilhelm Herschel mit einem 18,7-Zoll-Spiegelteleskop entdeckt, der sie mit „F, S“ beschrieb.